# Bussières, Yonne
Bussières là một xã của Pháp,tọa lạc ở tỉnh Yonne trong vùng Bourgogne-Franche-Comté của Pháp.

## Thông tin nhân khẩu
| Năm | 1962 | 1968 | 1975 | 1982 | 1990 | 1999 |
| --- | ---- | ---- | ---- | ---- | ---- | ---- |
| Dân số | 107  | 129  | 131  | 111  | 87   | 111  |
| From the year 1962 on: No double counting—residents of multiple communes (e.g. students and military personnel) are counted only once. |      |      |      |      |      |      |

## Công trình nổi bật
- Nhà thờ Saint Jean-Baptiste
- Châtelet de Villarnoux
- Fontaine-lavoir de Prijot
- Lavoir Touillon